# Jacques Fromental Halévy
Jacques François Élie Fromental Halévy, ur. jako Elias Lévy (ur. 27 maja 1799 w Paryżu, zm. 17 marca 1862 w Nicei) – francuski kompozytor i wykładowca pochodzenia żydowskiego. Twórca wielkich oper heroicznych (Grand opéra) o tematyce historycznej, fantastycznej i biblijnej, z których największą sławę zdobyła Żydówka (La Juive). Nauczyciel m.in. Georges’a Bizeta, Charles’a Gounoda i Camille’a Saint-Saënsa. Był teściem  Bizeta .
Dokończył także operę Ludovic (1835) Hérolda; na temat jednej z melodii z tejże opery Chopin napisał Wariacje B-dur op.12. Zdobywca Prix de Rome za kantatę Herminia (1819).
Jego uczniem był m.in. Feliks Jaroński.

## Życiorys
Rodzicami Halévy’ego byli pochodzący z Fürth poeta i uczony Elias Lévy oraz Julie Mayer z Nancy. W 1807 zmienili nazwisko na Halévy. Przyszły kompozytor w wieku 9 lat został uczniem Konserwatorium Paryskiego, aby w 1819 zakończyć naukę kompozycji u Luigiego Cherubiniego. Jego nauczycielami byli również Henri-Montan Berton (harmonia) i Étienne Méhul .
W 1858 roku otrzymał tytuł komandora Legii Honorowej.

## Wybrane dzieła
Opracowano na podstawie materiału źródłowego :
Kantaty
- 1816: Les derniers moments du Tasse
- 1817: La mort d'Adonis
- 1819: Herminie
- 1820: Marche funèbre et De profundis
- 1846: Les plages du Nil
- 1849: Prométhée enchaîné (wg Ajschylosa)
- 1850: Ave verum
- 1859: Italie
- 1860: La nouvelle alliance
- 1860: France et Italie

Inne utwory
- 1822: Ouverture n a orkiestrę
- 1840: Les cendres de Napoléon na orkiestrę dętą
- 1850: La tombola na fortepian (scherzo)
- Rondeau ou caprice na fortepian
- Sonata na cztery ręce na fortepian